# Husitská (Praha)
Husitská ulice v Praze je jednou z významných ulic Žižkova. Vede od křižovatky U Bulhara přibližně východním směrem a po asi 1,1 km na ni u Tachovského náměstí navazuje Hartigova ulice.

## Historie a názvy
Ulice vznikla ze starobylé silnice mířící z centra Prahy Horskou branou do Kutné Hory a dál do Vídně, proto byla nazývána Horská silnice nebo Vídeňská. Od roku 1872 do roku 1940 se ulice jmenovala Husova. Když 1. ledna 1922 vznikla Velká Praha, jmenovalo se po Janu Husovi v metropoli osm ulic; název žižkovské ulice byl tedy později změněn na Husitská.
V její blízkosti stávala původně řada již zaniklých usedlostí: Krenovka, Miranka, Hrabovka, Velká Proutková.
Na severní straně ulice byla na přelomu 60. a 70. let 19. století i přičiněním pozdějšího žižkovského starosty Karla Hartiga postavena řada domů, s názvy často demonstrujícími obdiv k husitství – U Jana Žižky z Trocnova (čp. 160), U Jana Husi (čp. 191), U Jeronýma Pražského (čp. 192), U Božích bojovníků (čp. 404).
Od roku 1883 tudy jezdila první žižkovská tramvaj – koněspřežný provoz vedoucí přes dnešní křižovatku U Bulhara, Husitskou a Prokopovou ulicí až k již zbořené restauraci Bezovka nedaleko dnešní Olšanské ulice.
Přes ulici vedly původně dva železniční mosty; most Malá Hrabovka byl zbourán v roce 2009, most Vysoká Hrabovka byl upraven na lávku pro pěší a cyklisty.
V roce 2018 byla Husitská ulice v úseku mezi Trocnovskou ulicí a Tachovským náměstím zrekonstruována.

## Trasa ulice
Ulice začíná na rozhraní Nového Města, Vinohrad a Žižkova u křižovatky U Bulhara a míří nejprve zhruba na severovýchod podél tzv. Nového spojení, pod nímž prochází asi po 200 m a stáčí se na východ. Za křižovatkou s ulicí Trocnovskou (ta odbočuje vlevo) začíná mírně stoupat a probíhá pod jižním úbočím Vítkova. Podjíždí bývalý železniční most Vysoká Hrabovka, u křižovatky s Orebitskou (ta odbočuje vpravo) se mírně stáčí doleva, křižuje Jeronýmovu ulici, pak doleva odbočují krátké slepé uličky U Božích bojovníků a Pod Vítovem a doprava do kopce odbočuje Prokopova ulice, směřující k Olšanskému náměstí. Po dalších asi 100 m Husitská ulice končí – na jejím konci je vlevo Tachovské náměstí, napravo odbočuje Chlumova a v přímém směru navazuje Hartigova.
Významné nebo zajímavé budovy a místa:
- bývalá usedlost Krenovka (Husitská 42/22)
- divadlo Ponec (Husitská 899/24a) – původně válcovna a drátovna bývalé Stabenowovy strojírny, kde bylo v roce 1910 otevřeno Františkem Poncem kino nazvané Royal Bioskop
- nárožní činžovní dům Husitská 1249/26, postavený těsně před první světovou válkou a propojující styly secese, moderny a kubismu; je památkově chráněný[5]
- odbočka vlevo: cesta k Armádnímu muzeu a Národnímu památníku na Vítkově
- bývalé Městské lázně (Husitská 1050/7);[6] město Žižkov je nechalo vystavět roku 1903, kdy to byly největší a nejmodernější lázně v Praze a okolí (bazén pro šedesát osob, parní lázeň a masážní místnosti, pro vyšší společenskou třídu dva menší bazény, salonek, parní lázeň a inhalační místnost). Vše osvětleno elektricky, byla tu i ventilace a voda procházela filtrací. V roce 1909 navštívilo lázně na 120 tisíc lidí[1]

- novorenesanční dům Husitská 89/41, postavený roku 1886 a zdobený sgrafity podle návrhu Josefa Fanty[7]

- dvoupatrový dům Husitská 191/47, postavený Karlem Hartigem v roce 1869 ve stylu klasické novorenesance a pojmenovaný U Jana Husi z Husince; je to jeden z prvních činžovních domů vybudovaných na Žižkově a je sice součástí památkové zóny Vinohrady, Žižkov, Vršovice, ale sám není památkově chráněný.[8] Na fasádě je zachována socha Jana Husa od Františka Heidelberga (1844–1919),[9] která je někdy označována za první Husovu sochu v Čechách[10]

- dvoupatrový nárožní dům Husitská 143/51, ve stylu pozdního historismu s fasádou zdobenou štuky; rovněž je součástí památkové zóny[11]
- bývalý obchodní dům Baťa (Husitská 109/66), postavený ve funkcionalistickém stylu podle návrhu Miroslava Drofy a otevřený v září 1931, dnes nefunkční kasino[12]

## Galerie

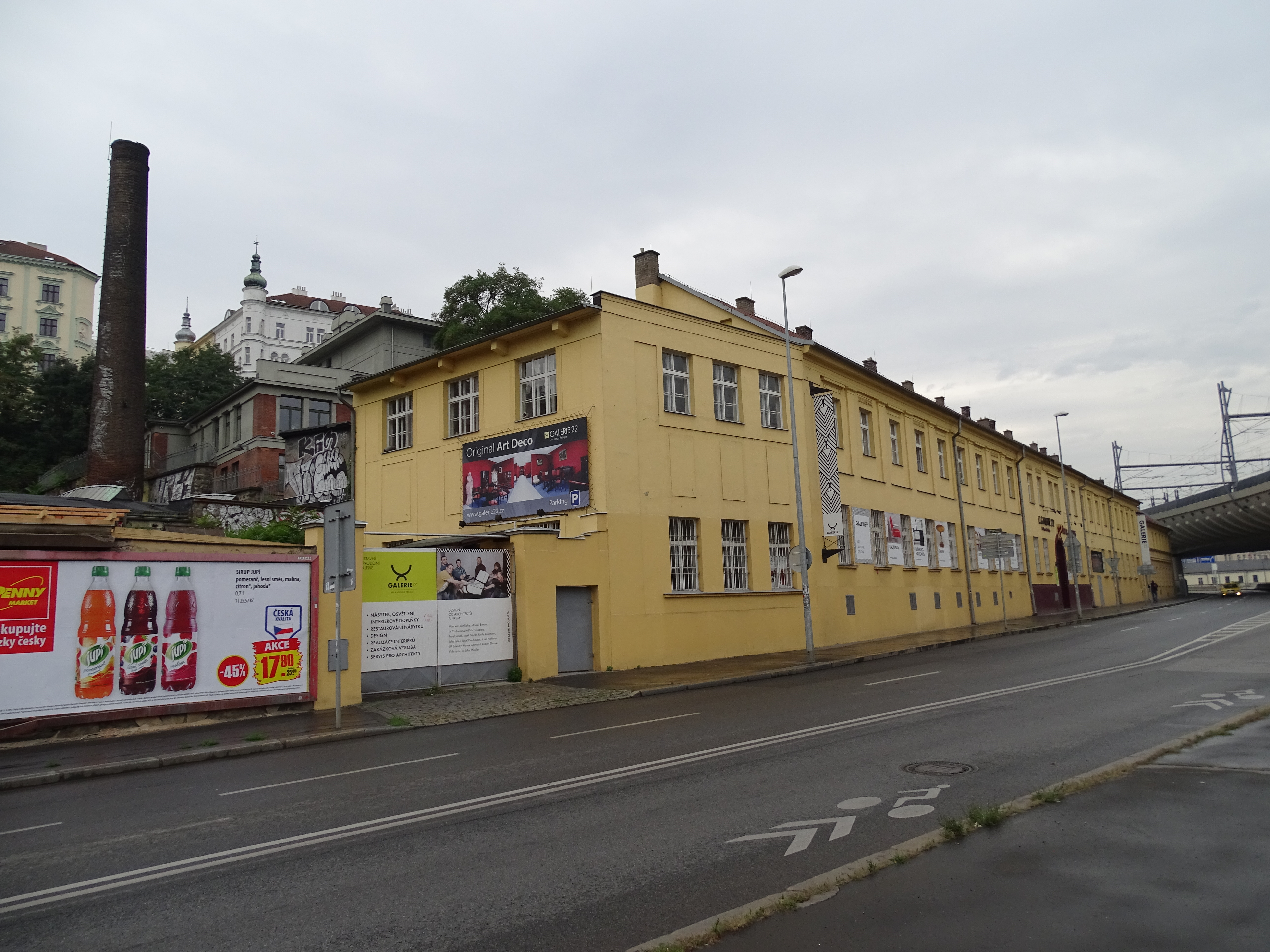
Krenovka
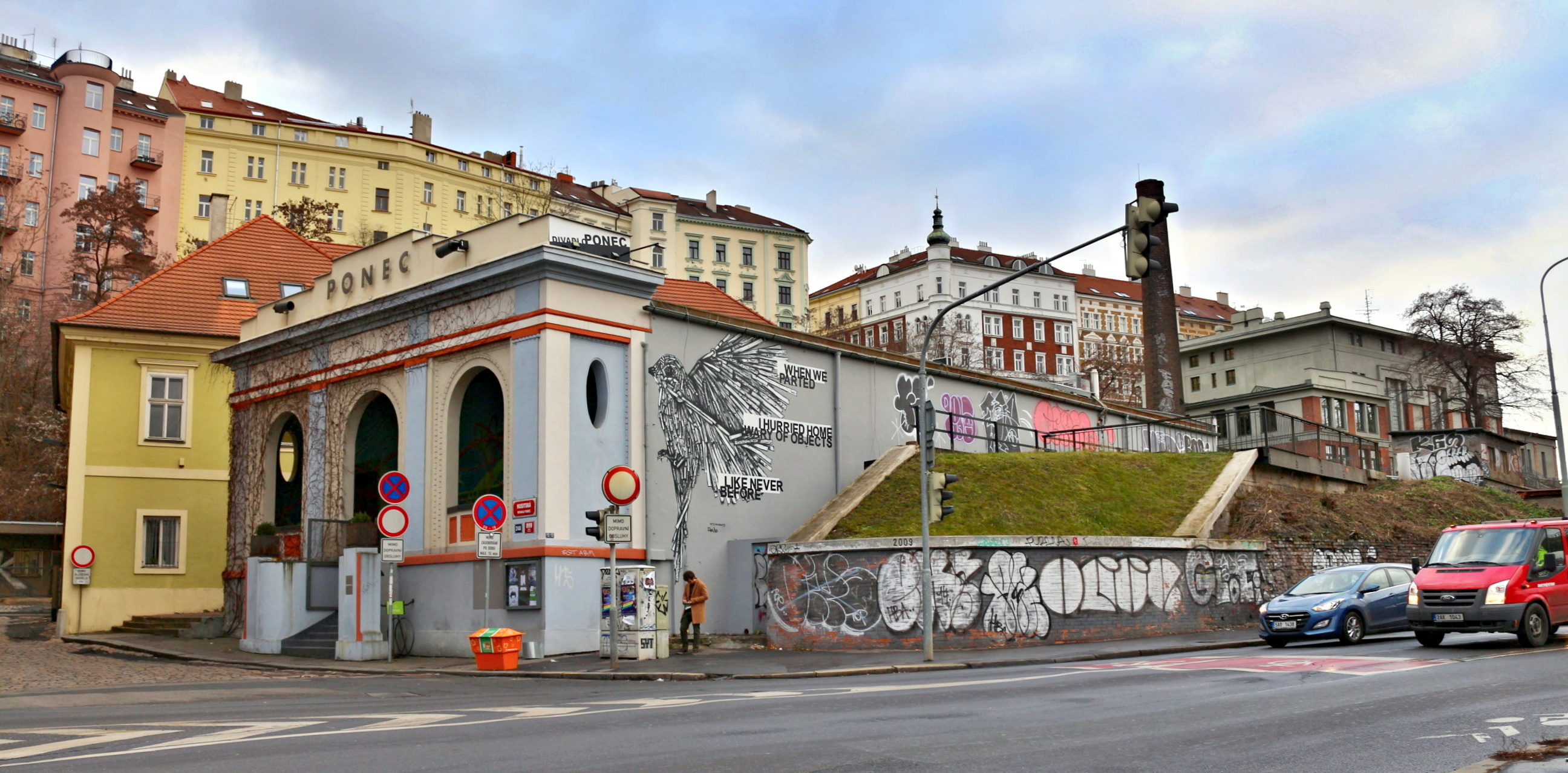
Divadlo Ponec
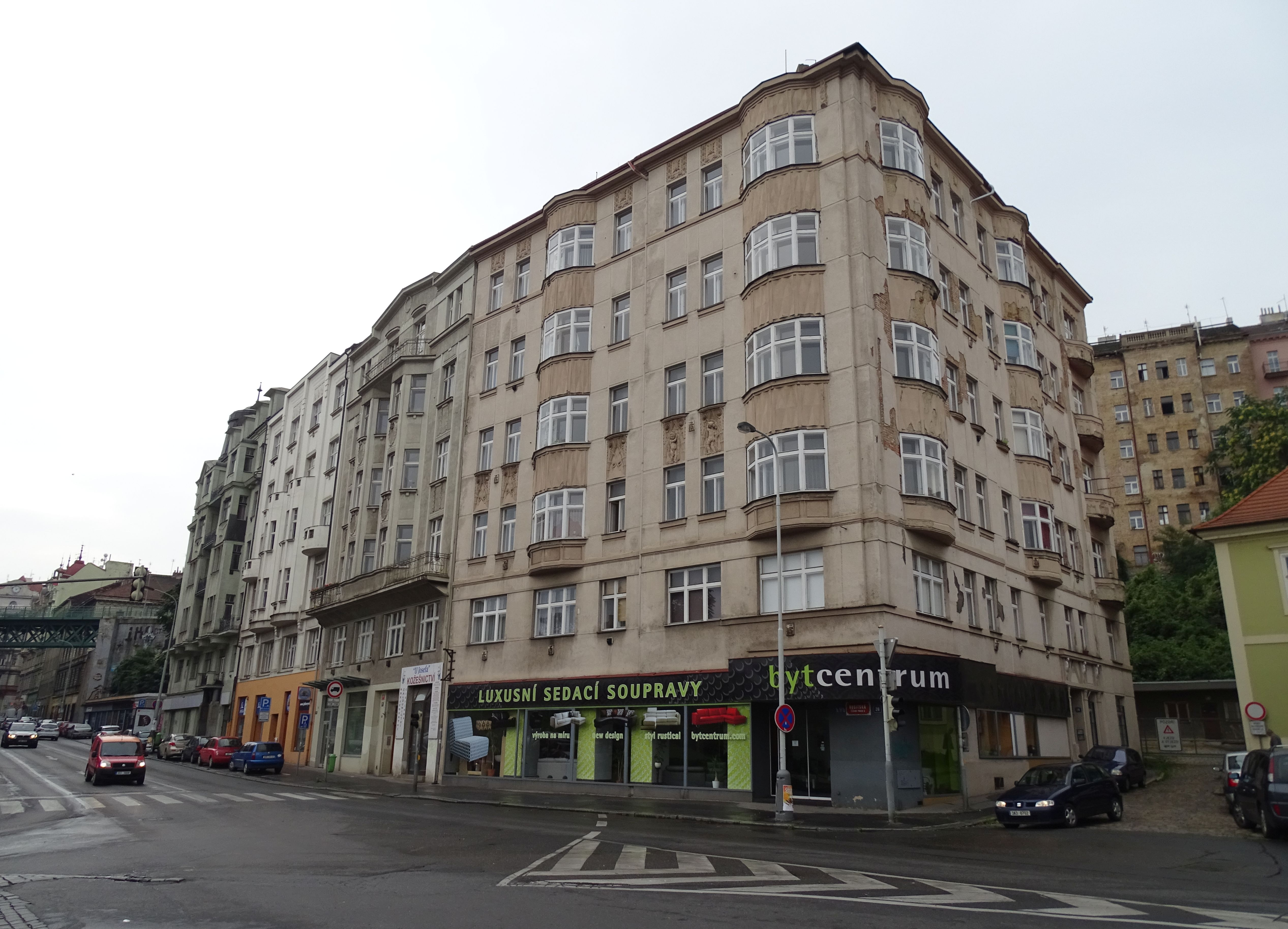
Husitská 26
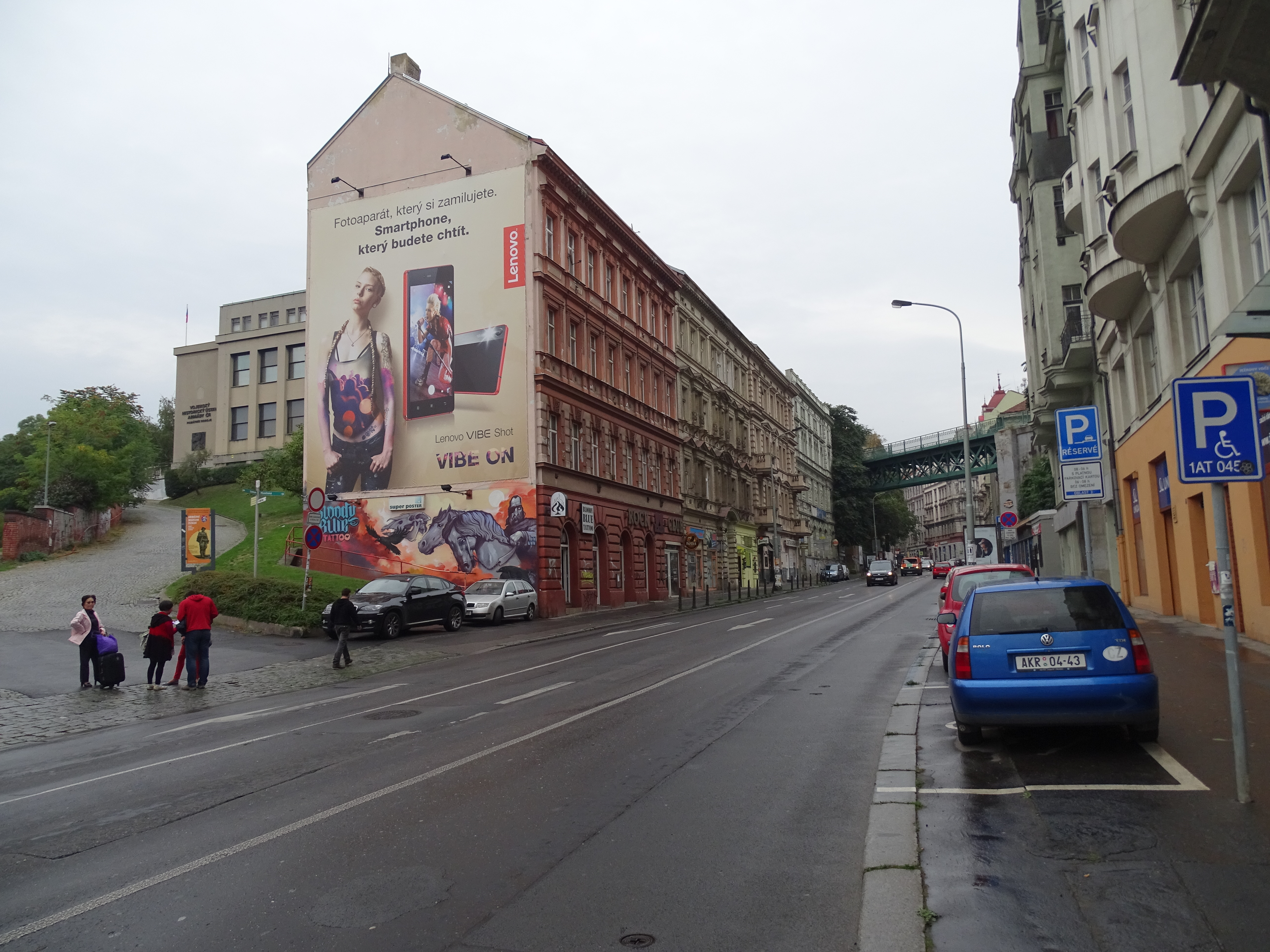
Cesta k Armádnímu muzeu
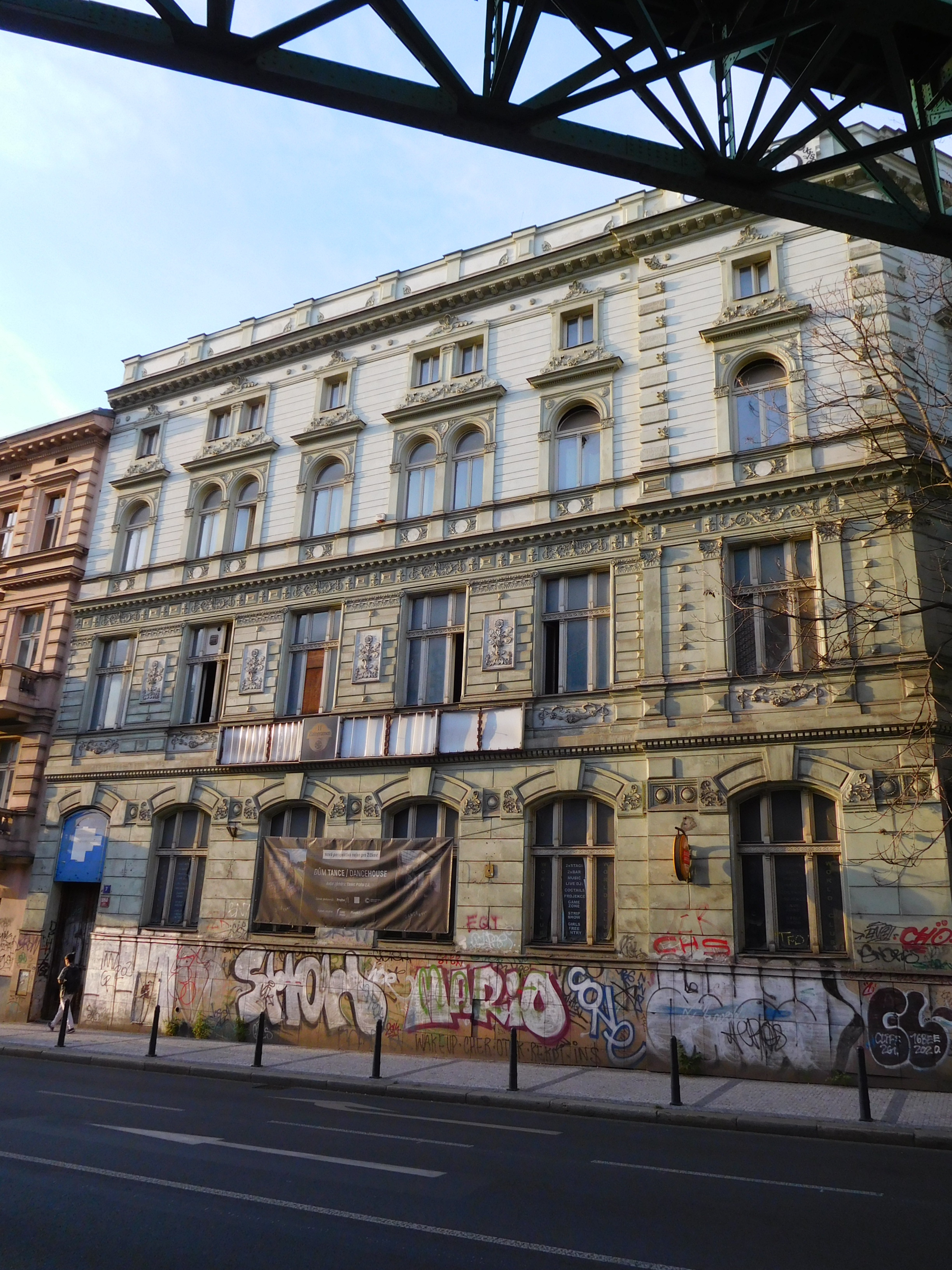
Bývalé Městské lázně (Husitská 7)
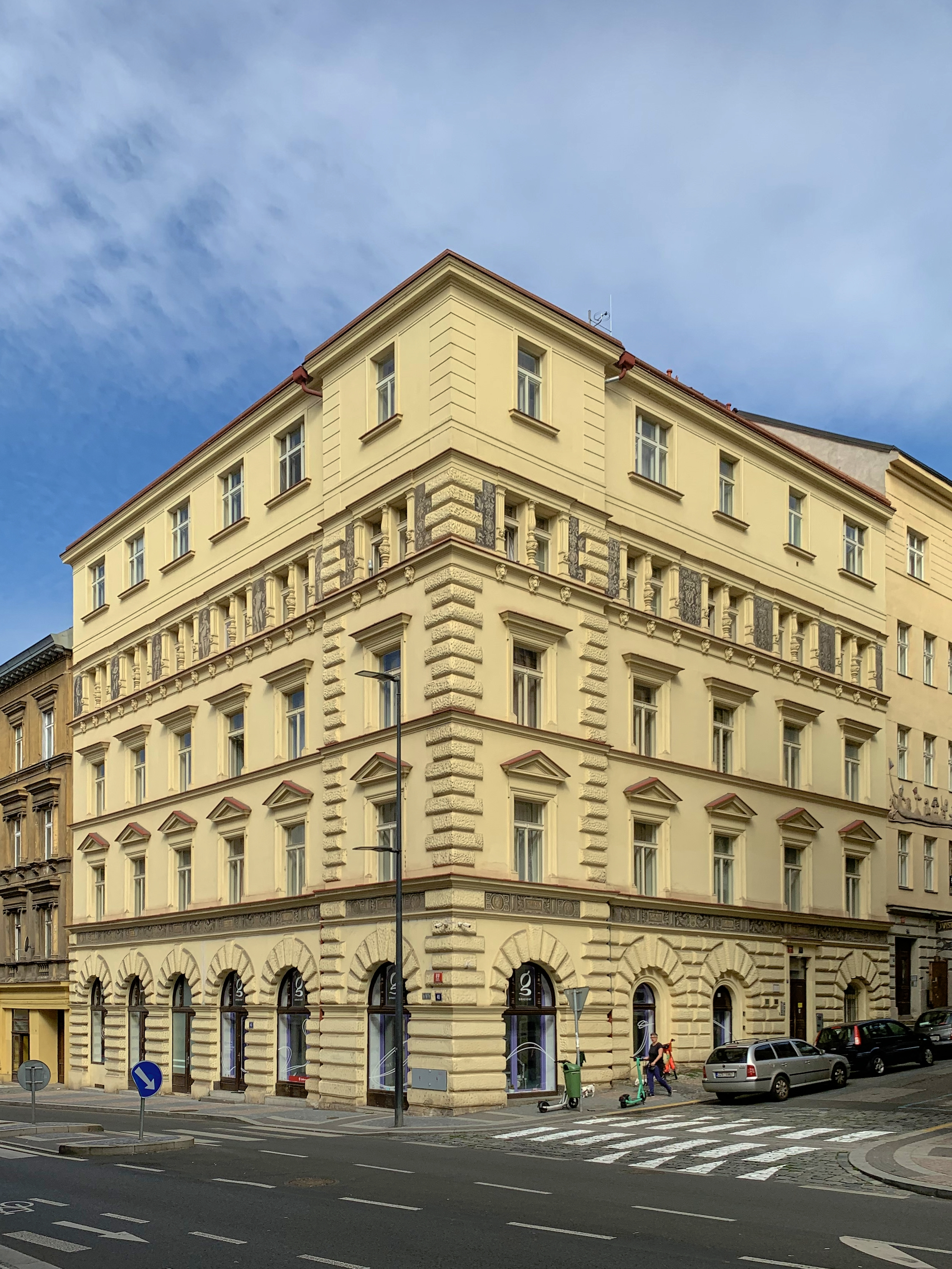
Husitská 41
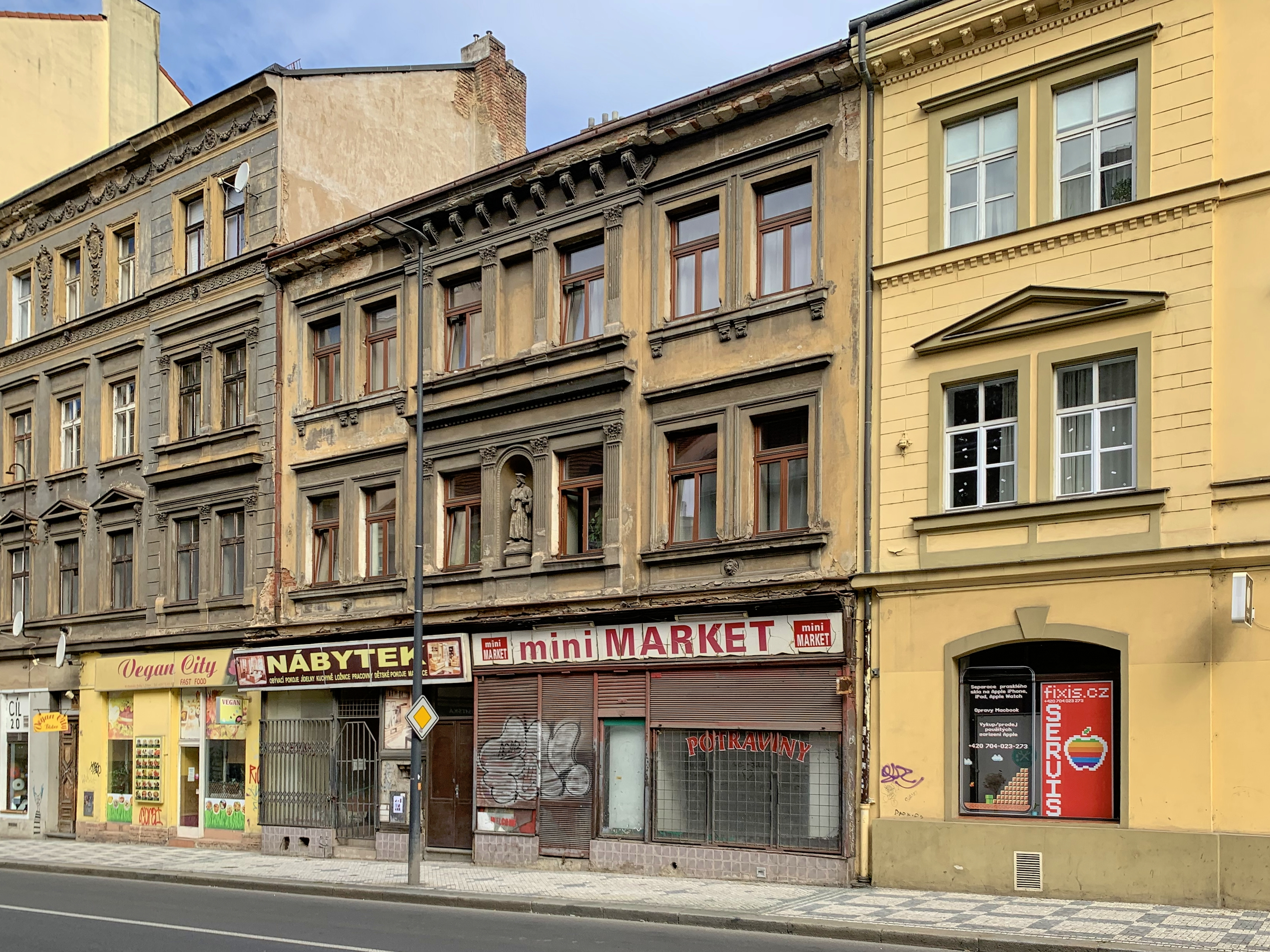
Husitská 47
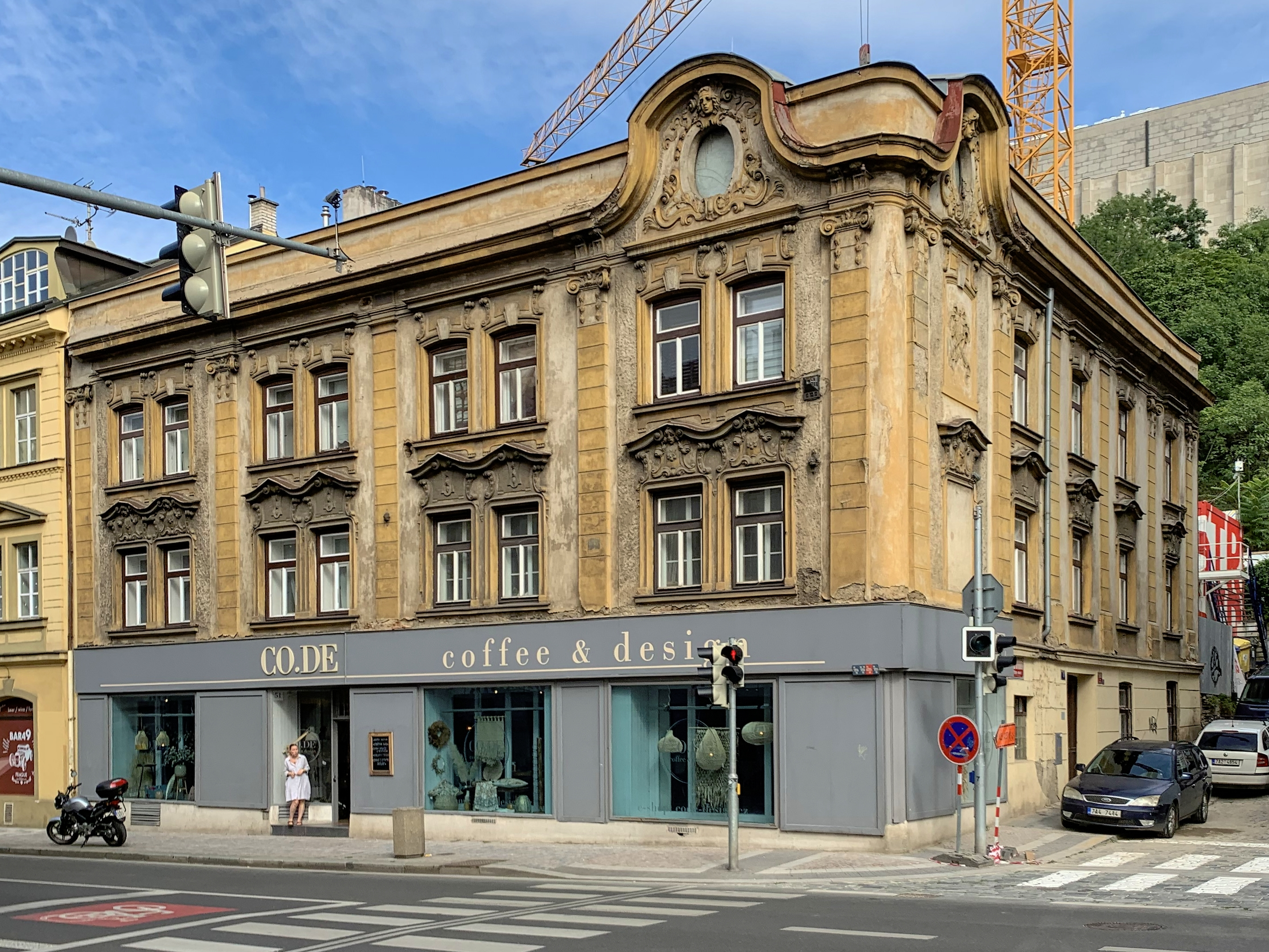
Husitská 51
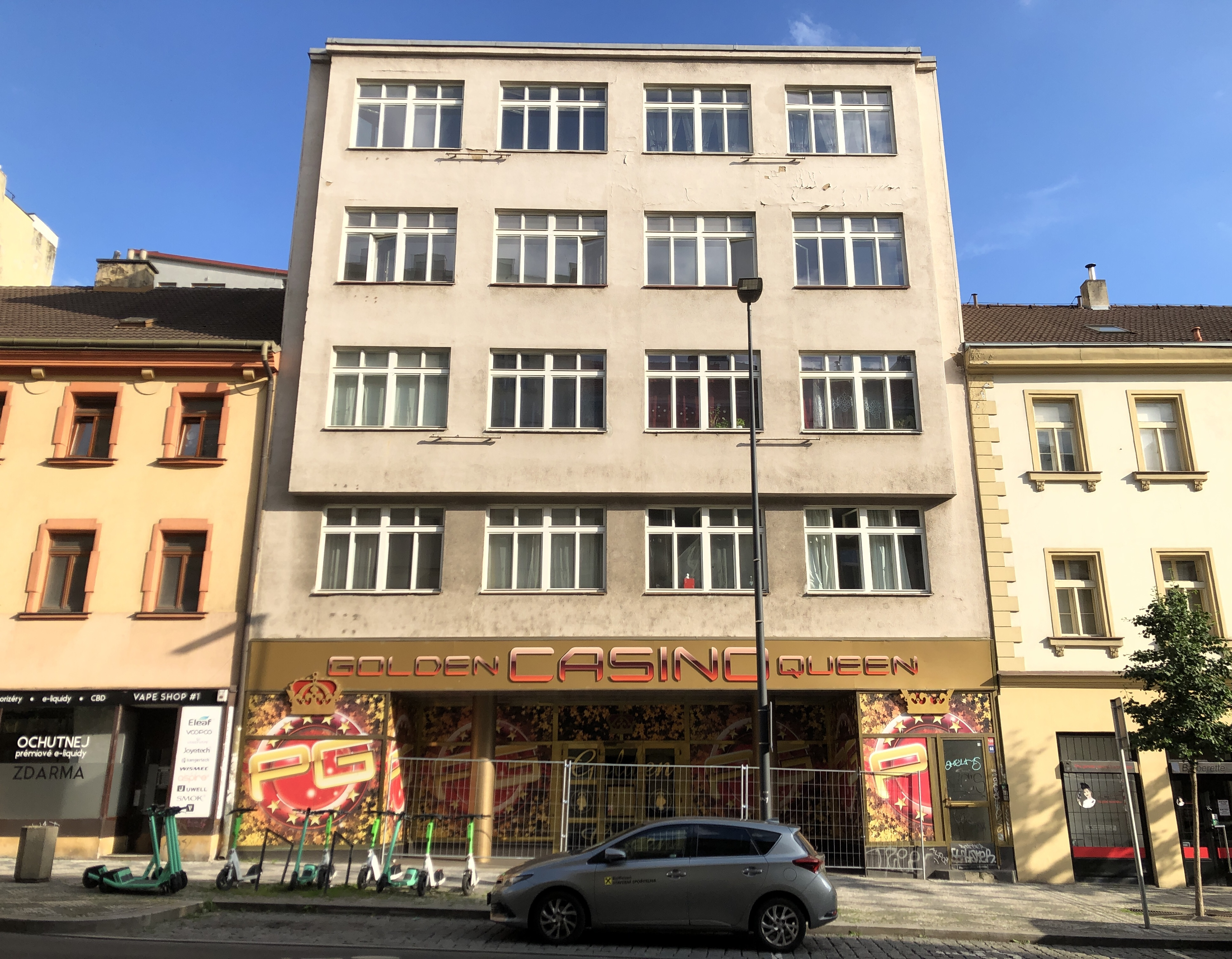
Bývalý obchodní dům Baťa (Husitská 66)